# Idioma doteli
El doteli, o dotyali (डोटेली), es una lengua indoaria hablada por aproximadamente 800,000 personas, la mayoría de las cuales vive en Nepal. Tradicionalmente ha sido considerado el dialecto occidental del nepalí y está escrito en devanagari. Hay cuatro dialectos principales de doteli, a saber, el baitadeli, el bajhangi nepalí, el darchuli y el doteli. La inteligibilidad mutua entre estos dialectos es alta y todos los dialectos de doteli pueden compartir materiales basados en el idioma. La Comisión Lingüística de Nepal ha recomendado la oficialidad del doteli en la provincia de Sudurpashchim.
| Distrito   | Términos usados             |
| ---------- | --------------------------- |
| Kailali    | Baitadeli, bajhangi, nepalí |
| Kanchanpur | Nepalí baitadeli, nepalí    |
| Doti       | Dotyali, doteli             |
| Dadeldhura | Dotyali, dadeldhuri         |
| Baitadi    | Baitadi, baitadeli, dotyali |
| Darchula   | Darchuleli, dotyali         |
| Bajhang    | Nepalí bajhangi, nepalí     |

## Origen e historia
Según Rahul Sankrityayan, el doteli o dotyali es un dialecto del idioma kumaoni que fue traído a Doti (nombre de la antigua región ubicada en la actual provincia de Sudurpashchim) por una sección de la dinastía Katyuri de Kumaon, la cual habría gobernado en Doti hasta 1790. El reino de Doti se formó después de que el reino de los Katyuris se dividiese en ocho diferentes estados principescos. En Nepal, el doteli se considera un dialecto del nepalí. Sin embargo, los intelectuales locales y los hablantes de doteli, exigen cada vez más insistentemente que su lengua sea reconocida como uno de los idiomas nacionales de Nepal, y no como un mero dialecto. Recientemente, la Comisión Lingüística de Nepal, establecida mediante el artículo 287 de la Constitución de Nepal de 2015, reportó haber terminado el desarrollo de la gramática del doteli.